# L'idiota (Weinberg)
L'idiota, op. 144, és una òpera en quatre actes i deu escenes composta per Mieczysław Weinberg el 1985, sobre un llibret rus d'Aleksandr Medvédev, basat en la novel·la L'idiota (1869) de Fiódor Dostoievski. Una versió curta es va estrenar el 19 de desembre de 1991 a l'Òpera de cambra de Moscou. L'obra completa es va estrenar el 9 de maig de 2013 sota la direcció de Thomas Sanderling al Nationaltheater Mannheim.